# Герб комуни Фергеланда
Герб комуни Фергеланда (швед. Färgelanda kommunvapen) — символ шведської адміністративно-територіальної одиниці місцевого самоврядування комуни Фергеланда.

## Історія
Від XVІ століття герад (територіальна сотня) Вальбу використовував на печатці зображення борони. Цей герб отримав королівське затвердження 1968 року. 
Після адміністративно-територіальної реформи, проведеної в Швеції на початку 1970-х років, муніципальні герби стали використовуватися лишень комунами. Тому з 1974 року цей герб представляє комуну Фергеланда. Новий герб комуни Фергеланда офіційно зареєстровано 1980 року.

## Опис (блазон)
У срібному полі чорна борона з двома кільцями на протилежних кутах.

## Зміст
Сюжет герба походить з печатки гераду Вальбу з XVІ століття. 